# Selección femenina de hockey sobre patines de España
La Selección femenina de hockey patines de España es el equipo formado por jugadoras de nacionalidad española, que representa a España a través de la Real Federación Española de Patinaje que la dirige, en las competiciones internacionales organizadas por la FIRS (Campeonato del Mundo) y la CERS (Campeonato de Europa). Es la selección femenina más laureada del mundo. Lidera el palmarés de los Campeonatos del Mundo con 8 y de Europa con otros 8 títulos. Fruto de este dominio, lidera el ranking europeo de selecciones nacionales femeninas.
La Selección femenina de hockey sobre patines de España y la Selección de hockey patín masculino de España han sido propuestas para el Premio Princesa de Asturias de los Deportes y en varias ocasiones han sido finalistas sin conseguirlo.

## Integrantes (2024-Act)
Seleccionador nacional de hockey sobre patines: Sergi Macià
Porteras: 
- Anna Ferrer - CP Esneca Fraga
- Laura Vicente - Generali HC Palau de Plegamans

Jugadoras:
- Marta Piquero - Telecable HC
- Sara Lolo - Telecable HC
- Sara Roces - Telecable HC
- Anna Casaramona - Generali HC Palau de Plegamans
- Mariona Colomer - Generali HC Palau de Plegamans
- Aina Florenza - Generali HC Palau de Plegamans
- Victoria Porta - C.P. Vila-sana
- María Sanjurjo - CP Esneca Fraga

## Palmarés
- Campeonato del Mundo
  -  Campeona (8): 1994, 1996, 2000, 2008, 2016, 2017, 2019, 2024.
  -  Subcampeona (3): 2006, 2012, 2022.
  -  Tercer puesto (3): 2002, 2004, 2010.
- Campeonato de Europa
  -  Campeona (8): 1995, 2009, 2011, 2013, 2015, 2018, 2021, 2023.
  - : Subcampeona (5): 1993, 1999, 2001, 2003, 2007.
  - : Tercer puesto (3): 1991, 1997, 2005.

## Categorías inferiores
| Selección Sub-20 - Europeo Sub-20: - Campeona (4): 2007, 2008, 2009, 2010. | Selección Sub-17 - Europeo Sub-17: - Campeona (2): 2024, 2025. |

## Resultados

### Campeonato del Mundo
| País   | Campeón | Subcampeón | Tercero | Cuarto |
| ------ | ------- | ---------- | ------- | ------ |
| España | 8       | 3          | 3       | 0      |

### Campeonato de Europa
Ediciones
| Año   | Pos.  | PJ | G  | E | P |
| ----- | ----- | -- | -- | - | - |
| 1991  | 3.ª   | 8  | 4  | 3 | 1 |
| 1993  | 2ª    | 4  | 3  | 1 | 0 |
| 1995  | 1.ª   | 6  | 6  | 0 | 0 |
| 1997  | 3.ª   | 6  | 4  | 0 | 2 |
| 1999  | 2.ª   | 5  | 4  | 1 | 0 |
| 2001  | 2.ª   | 6  | 5  | 0 | 1 |
| 2003  | 2.ª   | 6  | 5  | 0 | 1 |
| 2005  | 3.ª   | 5  | 3  | 0 | 2 |
| 2007  | 2.ª   | 5  | 4  | 0 | 1 |
| 2009  | 1.ª   | 5  | 5  | 0 | 0 |
| 2011  | 1.ª   | 4  | 4  | 0 | 0 |
| 2013  | 1.ª   | 5  | 4  | 0 | 1 |
| 2015  | 1.ª   | 4  | 4  | 0 | 0 |
| 2018  | 1.ª   | 6  | 6  | 0 | 0 |
| Total | Total | 75 | 61 | 5 | 9 |

Palmarés
| País   | Campeón | Subcampeón | Tercero | Cuarto |
| ------ | ------- | ---------- | ------- | ------ |
| España | 8       | 5          | 3       | 0      |